# San Marino na Mistrzostwach Świata w Lekkoatletyce 2015
San Marino na Mistrzostwach Świata w Lekkoatletyce 2015 – reprezentacja San Marino podczas Mistrzostw Świata w Pekinie liczyła 1 zawodnika, który nie zdobył medalu.

## Występy reprezentantów San Marino
| Konkurencja         | Zawodnik      | Eliminacje | Eliminacje | Finał    | Finał   |
| Konkurencja         | Zawodnik      | Rezultat   | Pozycja    | Rezultat | Pozycja |
| ------------------- | ------------- | ---------- | ---------- | -------- | ------- |
| Skok wzwyż mężczyzn | Eugenio Rossi | 2,17 m     | 37.        | NQ       | NQ      |